# 车子镇
车子镇，是中华人民共和国四川省乐山市市中区曾经下辖的一个镇。2019年12月，撤销车子镇，将其所属行政区域划归安谷镇管辖。

## 行政区划
车子镇撤销前下辖以下地区：
车子山社区、洛都社区、惠安村、杜家场村、金灯村、茶山村、白堰村、平安村、老江村和渔龙村。